# Daniel Bailey
Daniel Everton Bailey (Saint John's, 9 settembre 1986) è un velocista antiguo-barbudano.

## Biografia
Ha partecipato a quattro edizioni dei Giochi olimpici esordendo, a diciotto anni non ancora compiuti, ad Atene 2004. In quell'occasione fu  portabandiera per Antigua e Barbuda alla cerimonia di apertura. Ricoprì questo incarico anche nelle edizioni di Londra 2012 e Rio de Janeiro 2016.

## Progressione

### 60 metri piani indoor
| Stagione | Tempo | Luogo      | Data      | Rank. Mond. |
| -------- | ----- | ---------- | --------- | ----------- |
| 2015     | 6"57  | Berlino    | 14-2-2015 | 22º         |
| 2012     | 6"68  | Birmingham | 18-2-2012 | 92º         |
| 2010     | 6"54  | Boston     | 6-2-2010  | 4º          |
| 2009     | 6"54  | Birmingham | 21-2-2009 | 9º          |
| 2008     | 6"58  | Houston    | 2-2-2008  | 16º         |

### 100 metri piani
| Stagione | Tempo | Luogo             | Data      | Rank. Mond. |
| -------- | ----- | ----------------- | --------- | ----------- |
| 2016     | 10"09 | Kingston          | 11-6-2016 | 66º         |
| 2015     | 10"11 | Kingston          | 9-5-2015  | 66º         |
| 2014     | 10"10 | Città del Messico | 15-8-2014 | 47º         |
| 2013     | 10"23 | George Town       | 8-5-2013  | 117º        |
| 2012     | 10"10 | Kingston          | 5-5-2012  | 47º         |
| 2011     | 9"97  | Strasburgo        | 12-6-2011 | 17º         |
| 2010     | 10"00 | Saint-Denis       | 16-7-2010 | 14º         |
| 2010     | 10"00 | Reims             | 30-6-2010 | 14º         |
| 2009     | 9"91  | Saint-Denis       | 17-7-2009 | 5º          |
| 2008     | 10"12 | New York          | 31-5-2008 | 46º         |
| 2008     | 10"12 | Kingston          | 3-5-2008  | 46º         |
| 2007     | 10"25 | Carson            | 20-5-2007 | 98º         |
| 2006     | 10"38 | Melbourne         | 19-3-2006 |             |
| 2005     | 10"36 | Bacolet           | 26-3-2005 |             |
| 2004     | 10"19 | Grosseto          | 13-7-2004 | 60º         |
| 2003     | 10"53 | Santo Domingo     | 5-8-2003  |             |

### 200 metri piani
| Stagione | Tempo | Luogo             | Data      | Rank. Mond. |
| -------- | ----- | ----------------- | --------- | ----------- |
| 2016     | 20"75 | Kawasaki          | 8-5-2016  |             |
| 2014     | 20"40 | Città del Messico | 16-8-2014 | 56º         |
| 2013     | 20"67 | Kingston          | 13-4-2013 | 128º        |
| 2012     | 20"60 | Kingston          | 14-4-2012 | 115º        |
| 2011     | 20"51 | Kingston          | 16-4-2011 | 46º         |
| 2004     | 20"81 | Coatzacoalcos     | 27-6-2004 | 154º        |
| 2003     | 21"10 | Port of Spain     | 4-5-2003  |             |
| 2003     | 21"10 | Port of Spain     | 21-4-2003 |             |

## Palmarès
| Anno | Manifestazione          | Sede           | Evento      | Risultato        | Prestazione | Note                          |
| ---- | ----------------------- | -------------- | ----------- | ---------------- | ----------- | ----------------------------- |
| 2003 | Mondiali allievi        | Sherbrooke     | 100 m piani | Semifinale       | 10"80       |                               |
| 2003 | Mondiali allievi        | Sherbrooke     | 200 m piani | 4º               | 21"59       |                               |
| 2003 | Giochi panamericani     | Santo Domingo  | 100 m piani | Semifinale       | 10"74       |                               |
| 2003 | Giochi panamericani     | Santo Domingo  | 200 m piani | Semifinale       | 21"36       |                               |
| 2004 | Campionati CAC juniores | Coatzacoalcos  | 100 m piani | Oro              | 10"33       |                               |
| 2004 | Campionati CAC juniores | Coatzacoalcos  | 200 m piani | Argento          | 20"81       |                               |
| 2004 | Mondiali juniores       | Grosseto       | 100 m piani | 4º               | 10"39       |                               |
| 2004 | Giochi olimpici         | Atene          | 100 m piani | Batteria         | 10"51       |                               |
| 2005 | Campionati CAC          | Nassau         | 100 m piani | Finale           | dns         |                               |
| 2005 | Panamericani juniores   | Windsor        | 100 m piani | 4º               | 10"39       |                               |
| 2005 | Panamericani juniores   | Windsor        | 200 m piani | Bronzo           | 20"80 w     |                               |
| 2005 | Mondiali                | Helsinki       | 100 m piani | Batteria         | 10"49       |                               |
| 2006 | Giochi del Commonwealth | Melbourne      | 100 m piani | Quarti di finale | 10"38       |                               |
| 2006 | Giochi del Commonwealth | Melbourne      | 4×100 m     | 5º               | 40"76       |                               |
| 2006 | Giochi CAC              | Cartagena      | 100 m piani | Batteria         | 10"7        |                               |
| 2006 | Giochi CAC              | Cartagena      | 4×100 m     | Batteria         | dnf         |                               |
| 2007 | Giochi panamericani     | Rio de Janeiro | 100 m piani | Semifinale       | dnf         |                               |
| 2008 | Mondiali indoor         | Valencia       | 60 m piani  | Batteria         | dq          |                               |
| 2008 | Campionati CAC          | Cali           | 100 m piani | Argento          | 10"18       |                               |
| 2008 | Campionati CAC          | Cali           | 200 m piani | Batteria         | 21"71       |                               |
| 2008 | Giochi olimpici         | Pechino        | 100 m piani | Quarti di finale | 10"23       |                               |
| 2009 | Mondiali                | Berlino        | 100 m piani | 4º               | 9"93        |                               |
| 2010 | Mondiali indoor         | Doha           | 60 m piani  | Bronzo           | 6"57        |                               |
| 2010 | Giochi CAC              | Mayagüez       | 100 m piani | Argento          | 10"08       |                               |
| 2011 | Campionati CAC          | Mayagüez       | 100 m piani | Argento          | 10"11       |                               |
| 2011 | Mondiali                | Taegu          | 100 m piani | 5º               | 10"26       |                               |
| 2012 | Giochi olimpici         | Londra         | 100 m piani | Semifinale       | 10"16       |                               |
| 2013 | Mondiali                | Mosca          | 100 m piani | Batteria         | 10"45       |                               |
| 2014 | Giochi del Commonwealth | Glasgow        | 100 m piani | Semifinale       | 10"22       |                               |
| 2014 | Giochi del Commonwealth | Glasgow        | 200 m piani | 6º               | 20"43       | Miglior prestazione personale |
| 2014 | Giochi del Commonwealth | Glasgow        | 4×100 m     | 7º               | 40"45       |                               |
| 2015 | World Relays            | Nassau         | 4×100 m     | 14º              | 39"25       |                               |
| 2015 | World Relays            | Nassau         | 4×200 m     | Batteria         | dnf         |                               |
| 2015 | Giochi panamericani     | Toronto        | 100 m piani | Semifinale       | dq          |                               |
| 2015 | Giochi panamericani     | Toronto        | 4×100 m     | Finale           | dq          |                               |
| 2015 | Mondiali                | Pechino        | 4×100 m     | 6º               | 38"61       |                               |
| 2016 | Giochi olimpici         | Rio de Janeiro | 100 m piani | Semifinale       | dns         |                               |
| 2017 | World Relays            | Nassau         | 4×100 m     | Batteria         | dnf         |                               |
| 2017 | World Relays            | Nassau         | 4×200 m     | 8º               | 1'25"11     |                               |

## Altre competizioni internazionali
2010
- in Coppa continentale ( Spalato), 100 m piani - 10"10
- in Coppa continentale ( Spalato), 4×100 m - 38"25